# Přemysl Pražský (1893–1964)
Přemysl Pražský (24. července 1893 Nýřany — 1. srpna 1964 Praha) byl český herec, scenárista a filmový a rozhlasový režisér.

## Život
Narodil se v rodině nýřanského obchodníka Františka Adolfa Pražského a jeho manželky Marie, rozené Frischové.
V roce 1910 ukončil studium a začal hrát v různých kočovných divadelních společnostech, od roku 1914 byl členem Švandova divadla. Od roku 1919 do roku 1931 se věnoval filmu jako režisér, scenárista i jako herec. Od roku 1931, po neúspěchu filmu Sedmá velmoc, do roku 1939 působil ve filmu jako herec epizodních rolí.
V roce 1939 filmový svět opustil a stal se režisérem Československého (za okupace Českého) rozhlasu. V rozhlase, kde se zaměřil zejména na adaptace klasické literatury, zařadil se k nejvýraznějším režisérům. Do důchodu odešel v roce 1958, v práci rozhlasového režiséra pokračoval.

### Rodinný život
V roce 1942 se poprvé oženil s rozhlasovou hlasatelkou Marií Magdalenou Tomanovou.
Jeho syn Přemysl Pražský (1948) je filmový producent.

## Filmografie a práce v rozhlase
V roce 1919 debutoval u filmu jako režisér filmu Dáma s malou nožkou, kde hrál vedle Anny Ondrákové jednu z hlavních rolí. Byl významným průkopníkem němého filmu, který se snažil o náročnější náměty, jako adaptace Tylovy hry Pražský flamendr nebo románu Josefa Haise Týneckého Batalion, podávajícího obraz tehdejšího pražského podsvětí na pozadí tragického příběhu lidumilného lékaře Františka Uhra (hrál ho Karel Hašler). Jediným Pražského zvukovým filmem bylo špionážní drama Sedmá velmoc (1933), ambiciózní projekt však u publika propadl.
Většina jím režírovaných filmů neměla komerční úspěch a kopie části z nich se nedochovaly; patří však k výrazným osobnostem počátků české kinematografie. Z pozdějších menších filmových rolí na sebe upozornil např. v roli vrchního v často reprízovaném filmu Kristian.

### Režijní filmografie
- 1919 – Láska je utrpením
- 1919 – Boby nesmí kouřit
- 1919 – Dáma s malou nožkou
- 1920 – Dvě matky
- 1921 – Stíny
- 1922 – Neznámá kráska
- 1923 – Problematický gentleman
- 1923 – Pepánek Nezdara
- 1925 – Šest mušketýrů
- 1926 – Prach a broky
- 1926 – Modche a Rezi
- 1926 – Pražský flamendr
- 1927 – Batalion
- 1928 – Podskalák
- 1929 – Pražské švadlenky
- 1930 – Vendelínův očistec a ráj
- 1933 – Sedmá velmoc

### Rozhlasová režie (výběr)
Přemysl Pražský vynikal především jako rozhlasový režisér adaptací klasických literární děl, např.:
- Lucerna (1951)
- Jan Hus (1952)
- Úklady a láska (1953)
- Romeo a Julie (1953)
- Faust (1959)
- Lorenzaccio (1960)

## Ocenění
- Roku 1957 obdržel titul Zasloužilý umělec.[5]